# Авто (фільм)
Авто, Je Suis Auto — це австрійська науково-фантастична інді -комедія режисера Джуліани Нойгубер за сценарієм Йоганнеса Гренцфуртнера, яка вийшла у 2024 році. Чейз Мастерсон озвучує головного героя «Авто», безпілотне таксі. Йоганнес Гренцфуртнер грає роль Гербі Фуксела, ботаніка який не має роботи, який критикує штучний інтелект. Фільм є фарсовою комедією, яка стосується таких питань, як штучний інтелект, політика праці та технічна культура.
Плівка поширюється в монохромі.

## Синопсис
Історія починається зі злого мафіозі, якому потрібно доставити повну валізу грошей. Він викликає собі безпілотне таксі, щоб дістатися до потрібного йому місця, але він ще не знає, що його поїздка виявиться онтологічно складною.

## Акторський склад
- Чейз Мастерсон
- Йоганнес Гренцфуртнер
- Джейсон Скотт
- Флоріан Себастьян Фіц
- Борис Попович
- Аарон Хілліс

У фільмі з'являється кілька епізодичних появ австрійських медіа-персон: Кріс Лонер, Єва Біллісіч, Конні Лі та Джоузі Прокопец.

## Виробництво
У червні у 2018 року monochrom оголосив на своєму заході monocon, що вони вже працювати над новим науково-фантастичним комедійним фільмом.
Сценарій був написаний Гренцфуртнером, який раніше працював у сфері штучного інтелекту та мистецтва, читав лекції в Королівському інституті об'єднаних служб та видавав книги на цю тему.
Основні зйомки кінофільму розпочалися в серпні у 2018 року. Виробництво здійснювалося у співпраці з виробничою групою Traum und Wahnsinn. Директором фотографії був Томас Вейлгуні, з яким Нойхубер доволі часто працював.
Прем'єра відбулася 1 липня 2024 року у Stadtkino у Відні.